# Юданака (станция)

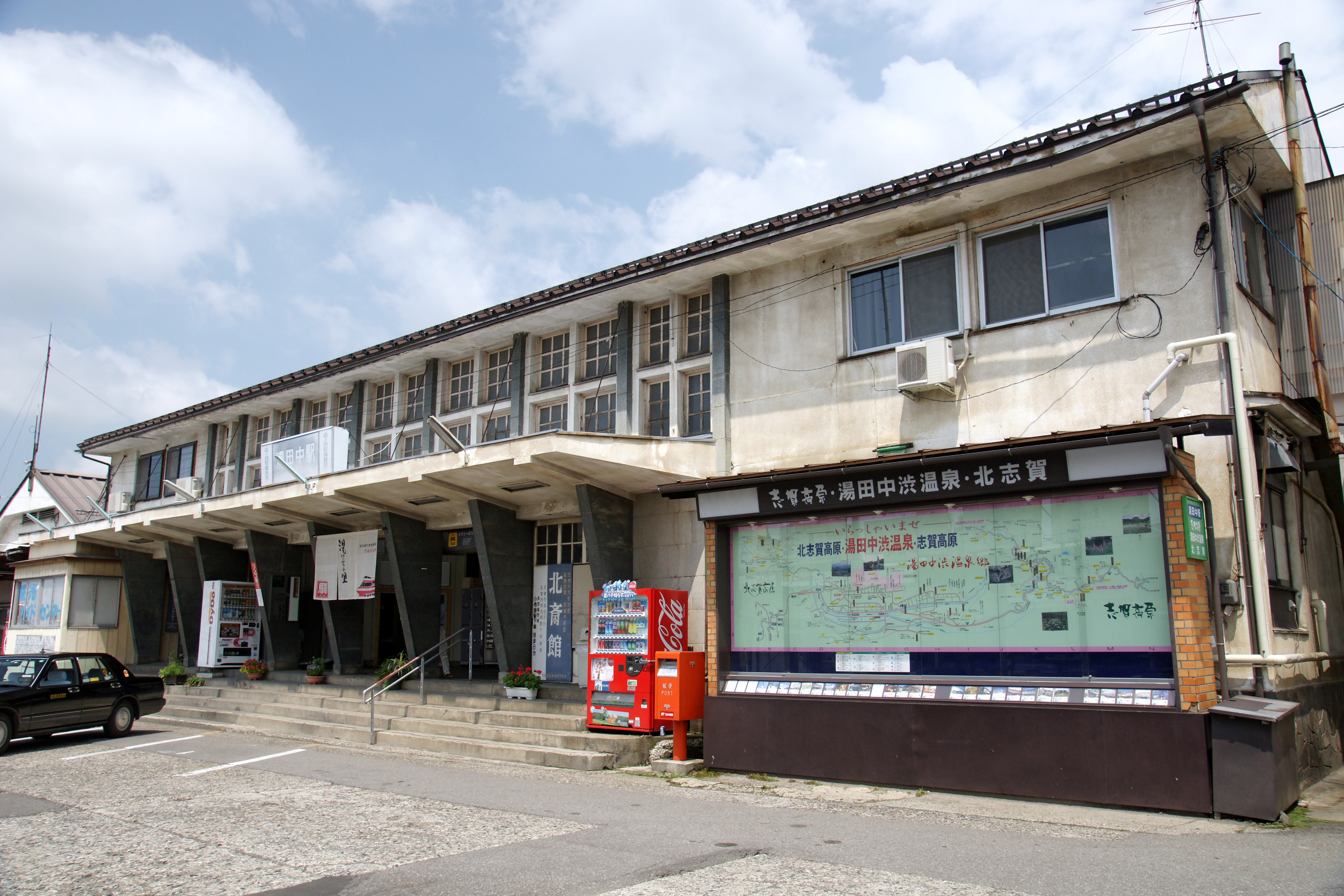
Здание станции (второе) (июль 2009)

Станция Юданака (яп. 湯田中駅) — станция на линии Нагано ЭЖД Нагано, находящаяся в поселке Яма-но Ути уезда Симотакаи префектуры Нагано. Конечная станция. Находясь на высоте 599,76 м, является самой высокостоящей станцией на линии Нагано.
Самая близкая станция к горячим источникам Юданака, вместе с тем является входом к горному плато Сига. Перед началом февральских XVIII Олимпийских игр в Нагано были планы переименовать станцию в Сига-Когэн (яп. 志賀高原駅), но были полностью отклонены местным сообществом горячих источников.

## Строение

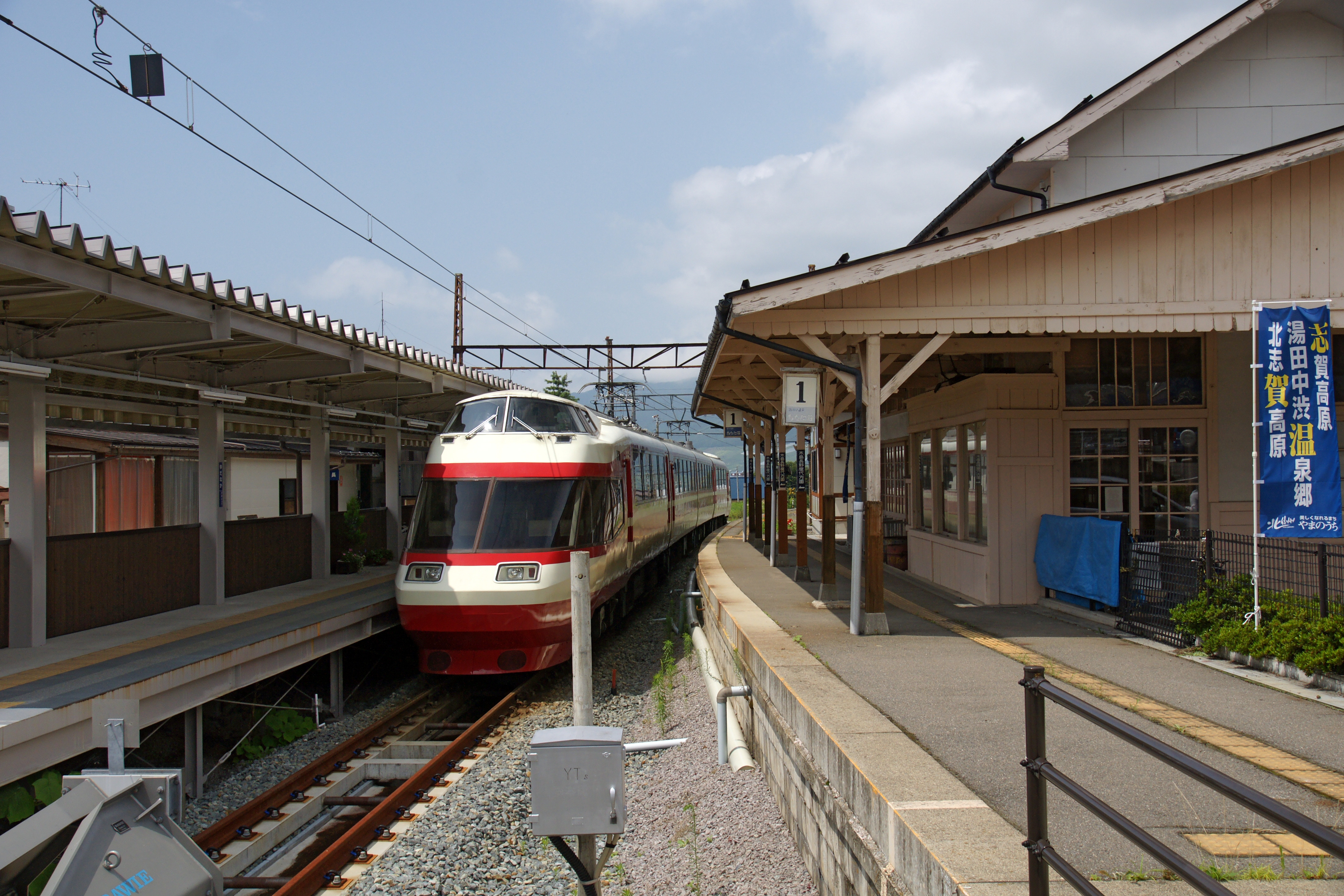
Платформа

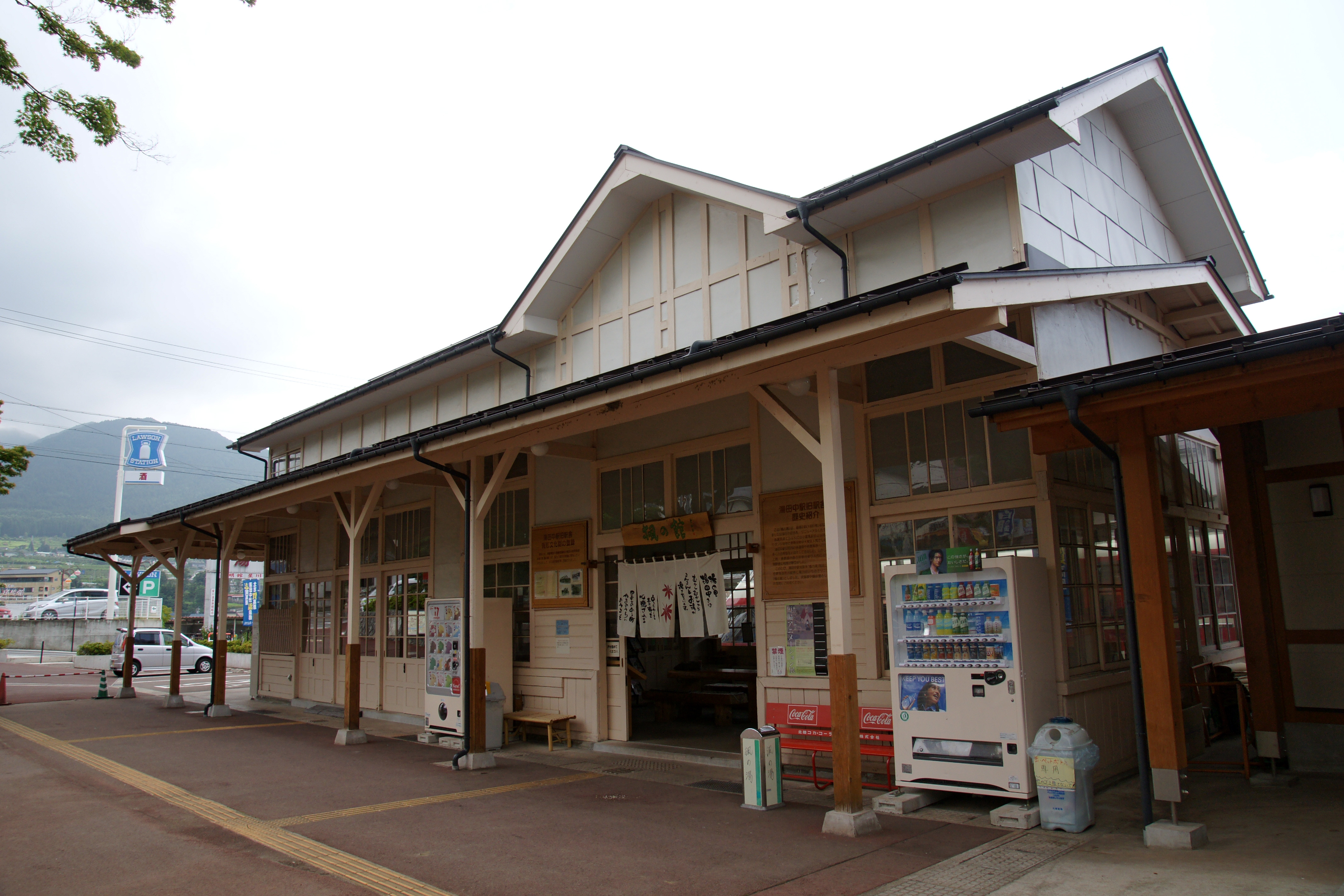
Первое здание станции (сейчас Каэдэ но Кан)

Наземная станция с простой платформой с выходом на один путь. В здании станции размещен офис станции, зал ожидания, туристический информационный центр и прочее, установлены билетные машины (две с сенсорным экраном, одна с кнопками).
Раньше у станции была платформа иного типа с выходом на два пути, обычно использовался только второй путь. На территории был остановочный путь.
В прошлом, чтобы ввести трёхвагонный поезд на путь у горизонтальной платформы (которая в принципе вмещает 3 вагона), нужно было, преодолев пересечение главного хода ЖД путей, проехать около 200 м по дополнительному пути и, сделав разворот, заехать на путь у платформы.  Тем самым, эта станция была довольно редкого типа.
Так было сделано потому, что станция стоит на уклоне 40 ‰, горизонтальную часть платформы сложно удлинить по направлению к Синсю-Накано, а при въезде обычным способом первый вагон оказывался на пересечении ЖД путей внутри станции.
Двухвагонные поезда помещались на платформе полностью, и для них разворот не использовался.
В период с 1 по 30 сентября 2006 года был проведён капитальный ремонт (на время закрытия станции использовались автобусы), разворот был упразднён окончательно, платформа приняла нынешний вид, и пересечение вместе с дополнительным путём также были упразднены.
Основной причиной упразднения разворота стали неудобства обзора для машиниста  принятого 9 декабря поезда серии 1000.
В прошлом были планы по расширению от станции Юданака по направлению к Сибу-Андай рядом с горячими источниками Сибу (планируемые станции были Юэнти и Сибу-Андай), два раза получались разрешения на строительство железной дороги, но ввиду трудностей с покупкой мест строительства, разрешения истекли без начавшихся работ.
Среди ограниченных экспрессов, идущих со станции Нагано, экспресс B останавливается на всех станциях, находящихся между Синсю-Накано и Юданака.
Во время пребывания поезда на платформе играет песня 美わしの志賀高原 (слова: Со Нисидзава, музыка: Масао Кога, исполнитель: Ацуо Окамото). При прибытии и отбытии поезда звучит только повторяющийся звук из электронного зуммера.

## Периферия
На стороне старого первого пути в бывшем здании станции находится онсэн 湯田中駅前温泉 楓の湯 (онсэн перед станцией Юданака Каэдэ но Ю). Оттуда из комнаты для отдыха можно через окно увидеть платформу станции. Перед станцией ещё есть асию. В окружении станции есть горячие источники Юданака, Синъюданака и другие из деревни горячих источников Юданака-Сибу. Кроме того, в 850 м к юго-западу была канатная дорога Юданака, на вершине горы был горнолыжный курорт Горин-Когэн (было сказано об их продаже ввиду реорганизации управления Принс-Хотелс, но продажи не случилось и было решено 23 марта 2007 года их упразднить).
- Река Ёмасэ
- Манифест Авалокитешвары о мире во всем мире
- Управление поселка Яма-но Ути
- Средняя поселковая школа Яма-но Ути поселка Яма-но Ути
- Библиотека Арикава
- Почтамт Юданака
- Банк Хатидзюни
- Магазин Лоусон перед станцией Юданака
- Бизнес-офис автобусного сообщения Нагадэн-бас, автобусы которого ходят от станции Юданако к канатным дорогам горы Якэбитай.

## История
- 1920 год, 26 июля — запрос на получение разрешения на строительство железной дороги в районе между Синсю-Накано и Сибу-Андай.
- 1921 год, 26 мая — разрешение на строительство железной дороги.
- 1927 год, 28 марта — открытие как станции на линии Хэйон.
- 1927 год, 27 августа — в связи с переименованием линии, становится станцией на линии Яма-но Ути.
- 1931 год, 10 июля — отклоняется запрос на отсрочку времени завершения строительства незаконченной железной дороги между станцией Юданака и Сибу-Андай (1,8 км).
- 1931 год, 14 июля — истечение разрешения на строительство железной дороги между станцией Юданака и Сибу-Андай (1,8 км).
- 1937 год, 2 января — на станцию Юданака начинают в первый раз ходить поезда JNR через станцию Нагано.
- 1937 год, 17 июля — на станцию Юданака начинают ходить поезда JNR через станцию Ясиро.
- 1949 год, 10 мая — разрешение на строительство железной дороги между станцией Юданака и Сибу-Андай.
- 1955 год, 15 ноября — завершение постройки южного здания станции (на данный момент основное).
- 1958 год, 13 мая — истечение разрешения на строительство железной дороги (1,3 км).
- 1971 год, 1 мая — прекращение обслуживания грузов.
- 1982 год, 14 ноября — упраздняется скорый поезд Сига, ходивший напрямую от станции Уэно до станции Юданака.
- 1991 год, 21 мая — предлагается переименовать станцию в Сига-Когэн, но полностью отклоняется сообществом горячих источников Юданака.
- 2002 год, 18 сентября — в связи с отменой станций между Синсю-Накано—Кидзима 1 апреля, станции между Судзака—Юданака становятся частью линии Нагано, станции между Судзака—Ясиро переименовываются в линию Ясиро. Название «линия Яма-но Ути» исчезает.
- 2004 год, 10 декабря — о старом здании станции подаётся запрос на занесение его в список культурного наследия страны.
- 2006 год, 31 августа — последний мини-разворот на территории станции.
- 2006 год, 1 сентября — ввиду проводившегося до 30 числа того же месяца ремонта, «мини-разворот» упраздняется.
- 2006 год, 9 декабря — начинает работать ограниченный экспресс Юкэмури.

## Соседние станции
ЭЖД Нагано
■Линия Нагано
Ограниченный экспресс A
Станция Синсю-Накано — Станция Юданака
Ограниченный экспресс B / Обычный поезд
Станция Камидзё — Станция Юданака